# Mistrzostwa Austrii w Biegach Przełajowych 1900
Mistrzostwa Austrii w Biegach Przełajowych – zawody lekkoatletyczne w przełajach, które odbyły się w roku 1900 w Wiedniu.
Rywalizowali tylko mężczyźni. Była to pierwsza edycja mistrzostw Austrii w biegach przełajowych, pierwsze mistrzostwa Austrii w lekkoatletyce odbyły się w 1911.

## Mężczyźni
| Konkurencja:    | 1. miejsce  |
| Bieg przełajowy | Leopold Sax |